# Montarnaud
Montarnaud ist eine französische Gemeinde mit 4186 Einwohnern (Stand 1. Januar 2022) im Département Hérault in der Region Okzitanien; sie gehört zum Arrondissement Lodève und zum Kanton Gignac. Sie liegt am Oberlauf des Flusses Mosson.
Montarnaud grenzt im Norden an Argelliers, im Osten an Vailhauquès, im Südosten an Grabels und Saint-Georges-d’Orques, im Süden an Murviel-lès-Montpellier und im Westen an Saint-Paul-et-Valmalle und La-Boissière.

## Bevölkerungsentwicklung
| Bevölkerungsentwicklung | Bevölkerungsentwicklung | Bevölkerungsentwicklung | Bevölkerungsentwicklung | Bevölkerungsentwicklung | Bevölkerungsentwicklung | Bevölkerungsentwicklung | Bevölkerungsentwicklung | Bevölkerungsentwicklung |
| ----------------------- | ----------------------- | ----------------------- | ----------------------- | ----------------------- | ----------------------- | ----------------------- | ----------------------- | ----------------------- |
| Jahr                    | 1962                    | 1968                    | 1975                    | 1982                    | 1990                    | 1999                    | 2006                    | 2017                    |
| Einwohner               | 518                     | 602                     | 675                     | 1016                    | 1689                    | 2350                    | 2451                    | 3754                    |

## Sehenswürdigkeiten
- Château-de-Montarnaud (Monument historique, Privatbesitz)

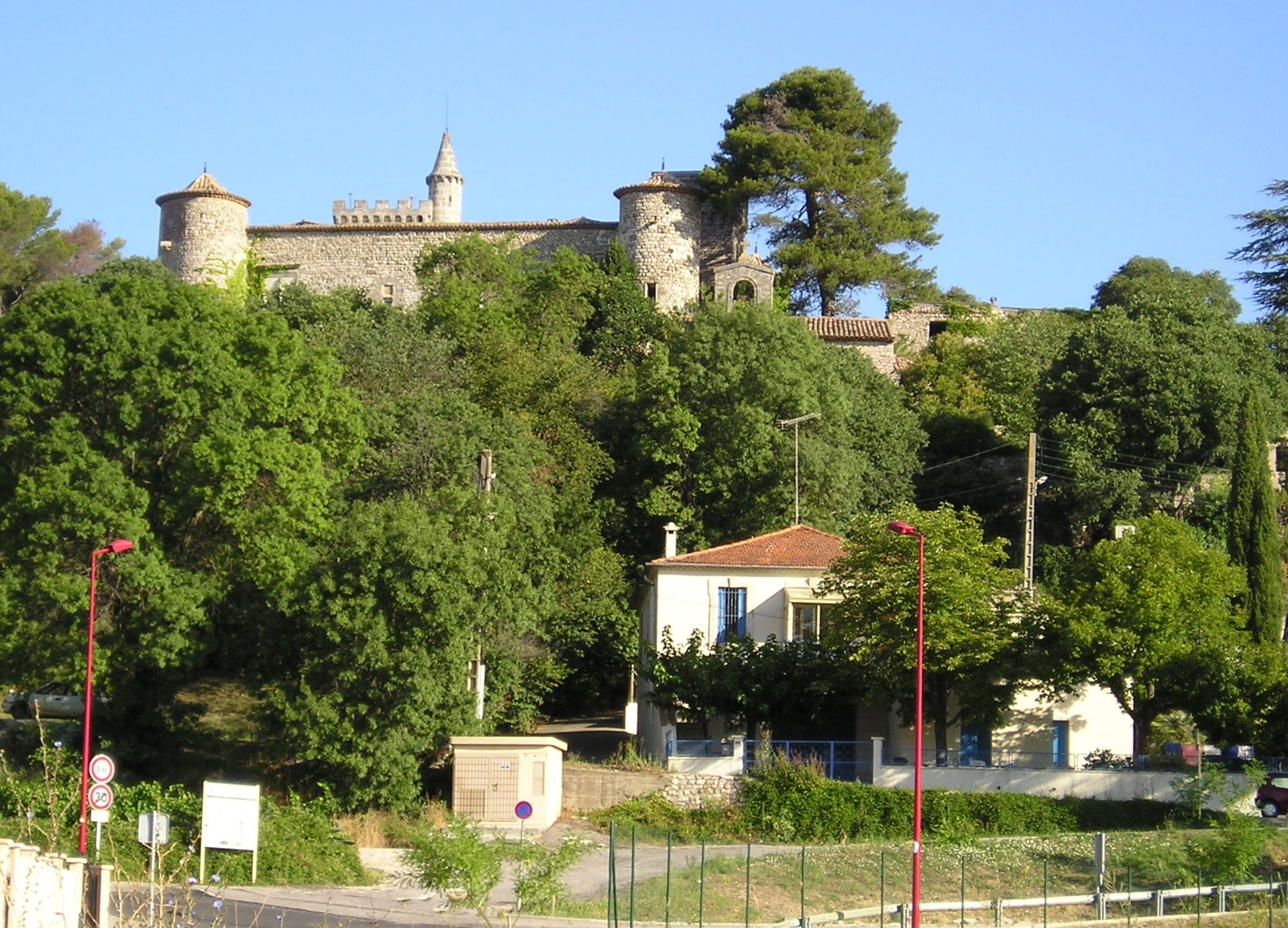
Château de Montarnaud